# 사람을 찾습니다 (2008년 영화)
"사람을 찾습니다"(Missing Person)는 한국에서 제작된 이서 감독의 2008년 미스터리, 드라마, 스릴러 영화이다. 최무성 등이 주연으로 출연하였고 이서 등이 제작에 참여하였다.

## 출연

### 주연
- 최무성
- 김규남
- 김기연
- 백진희

### 조연
- 안수호
- 장남열
- 송원용
- 금동현

## 기타
- 각색: 손선옥
- 각색: 나소옥
- 프로듀서: 이재호
- 프로듀서: 손선옥
- 제작부: 강경만
- 제작부: 지영화
- 제작지원: 박완수
- 제작지원: 강명진
- 제작지원: 윤다영
- 촬영부: 엄흥용
- 촬영부: 오병주
- 촬영부: 주병익
- 촬영부: 채수응
- 조명: 원종백
- 조명부: 윤종한
- 조명부: 조혜진
- 조명부: 김진기
- 그립: 윤중업
- 그립: 김동진
- 연출부: 송치화
- 연출부: 박종균
- 연출부: 김양성
- 스크립터: 김준하
- 조감독: 나소옥
- 동시녹음: 송진혁
- 붐오퍼레이터: 안주일
- 미술: 최영미
- 미술팀: 진용환
- 미술팀: 최보아
- 미술지원: 조성훈
- 미술지원: 전주현
- 미술지원: 조민식
- 특수소품: 이찬욱
- 특수효과팀: 김광수
- 특수효과팀: 장성웅
- 특수효과팀: 추광호
- 분장: 김성미
- 의상: 송치화
- 현장편집: 고경덕
- 동물조련: 조정호
- 동시녹음지원: 박현조
- 디지털처리부문: 박경수
- 디지털처리부문: 김성현
- 무술: 이홍표
- 무술팀: 장영주
- 무술팀: 정동혁
- 발전차: 최영철
- 분장지원: 장윤정
- 시각효과부문: 이원석
- 음악부문: 김민태
- 음악부문: 장베드로
- 음향부문: 이승엽
- 음향부문: 이강득
- 음향부문: 이재혁
- 음향부문: 황영희
- 음향부문: 윤상조
- 음향부문: 유문연
- 음향부문: 정경구
- 장비지원: 박건섭
- 장비지원: 배종도
- 장비지원:
- 장비지원: 한명희
- 장비지원: 변태운
- 장비지원: 서승현
- 장비지원: 유진욱
- 장소-의상지원: 윤용진
- 제작후원: 유원재
- 제작후원: 이종웅
- 조명지원: 김평기
- 조명지원: 홍태경
- 조명지원: 오석필
- 차량대여: 이종춘
- 차량대여: 이재호
- 촬영지원: 최재혁
- 촬영지원: 신윤호
- 촬영지원: 이은우
- 촬영지원: 박창환
- 포스터사진: 정상진
- 매니저부문: 정일웅
- 매니저부문: 이재원
- 매니저부문: 신근철
- 매니저부문: 오준호
- 번역: 채수응
- 스타일리스트: 박혜정
- 보험: 안용진
- 로케이션지원: 강진희
- 자문: 강북구 수의사회
- 자문: 황순욱
- 자문: 유창용
- 콘티: 김희정